# William Wilberforce
William Wilberforce   (Wilberforce House, 24 d'agost de 1759 - Londres, 29 de juliol de 1833) fou un polític britànic, filantrop i un dels líders del moviment per abolir la tracta d'esclaus feta pels comerciants negrers. Va nàixer a Kingston upon Hull, a la regió de Yorkshire, i va començar la seva carrera política el 1780 com a diputat independent al Parlament britànic per Yorkshire (1784-1812). El 1785, va viure una experiència religiosa tot convertint-se al cristianisme evangèlic anglicà, i féu canvis en el seu estil de vida. Des de llavors va consagrar la seva vida a la reforma. El 1787 va entrar en contacte amb Thomas Clarkson i un grup d'activistes en contra de la tracta d'esclaus, entre els quals Granville Sharp, Hannah More i Charles Middleton, els quals el van convèncer sobre la causa de l'abolicionisme, i el mateix Wilberforce aviat va passar a liderar l'abolicionisme anglès. Va encapçalar la campanya parlamentària en contra del comerç britànic d'esclaus durant vint-i-sis anys fins a l'aprovació de la Llei del Comerç d'Esclaus del 1807.
Wilberforce estava convençut de la importància de la religió, la moralitat i l'educació. De fet, havia promogut campanyes en aquesta direcció com ara la Societat per la Supressió del Vici, la tasca missionera britànica a l'Índia, la creació de la colònia lliure de Sierra Leone, la fundació de la Societat de l'Església Missionera, i la Societat per la Prevenció de la Crueltat als Animals. Cal dir que la seva tendència conservadora el va dur a donar suport polític i social a la legislació repressiva, fet que li va reportar diverses crítiques per estar més preocupat per l'esclavisme al món que de les injustícies que es produïen al seu país.
Un cop assolida la prohibició del comerç d'esclaus, Wilberforce va dedicar els seus últims anys a lluitar per la completa abolició de l'esclavitud, fins i tot després de la seva dimissió com a parlamentari el 1826 per la seva delicada salut. Aquesta campanya va acabar fructificant en la Llei d'Abolició de l'Esclavitud del 1833, que l'abolí en la major part de l'Imperi Britànic. William Wilberforce va morir tot just tres dies després de sentir que l'aprovació d'aquesta nova acta del Parlament estava assegurada. Fou enterrat a l'abadia de Westminster al costat del seu amic i primer ministre William Pitt el Jove.

## Biografia
William Wilberforce nasqué en una casa del carrer High Street de Hull, a l'East Riding de Yorkshire, el 24 d'agost de 1759. Era l'únic fill de Robert Wilberforce (1728-1768), un ric mercader, i Elisabeth Bird (1730-1798). Fou batejat a la localitat de Seaton Ross el 29 de setembre de 1759. El seu avi William (1690-1776) havia fet la fortuna familiar a través dels comerç marítim amb els països bàltics, i fou elegit dues vegades com a alcalde de Hull.

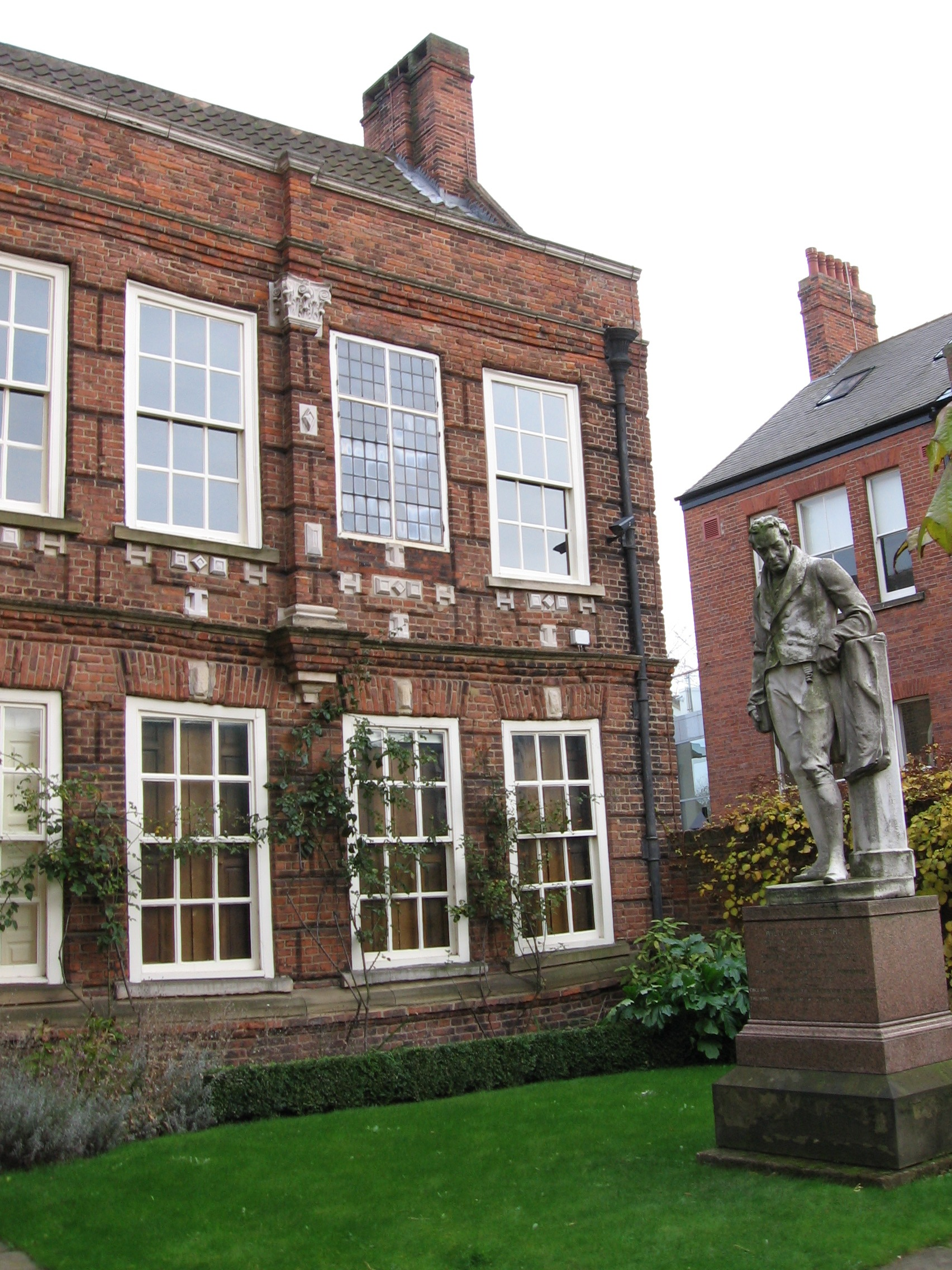
Estàtua de William davant la casa dels Wilberforce, el seu lloc de naixement a Hull.

De petit era un noi malaltís i delicat amb problemes de vista. El 1767 va començar les classes a l'escola primària de Hull, en aquells temps portada per un jove i dinàmic mestre: Joseph Milner, el qual esdevindria un dels seus amics durant tota la vida. Wilberforce va aprofitar la bona atmosfera d'aquesta escola fins a la mort del seu pare el 1768. Amb la seva mare lluitant per fer front a la desgràcia, el petit Wilberforce amb només nou anys fou enviat a viure amb els seus pròspers oncles, que tenien casa tant a Londres com a Wimbledon, en aquells temps una vila a 7 milles al sud-oest de la capital (11 km). Allà residí durant dos anys en un internat "indiferent" del districte londinenc de Putney, i passava les vacances a Wimbledon, on va travar una profunda relació d'afecte amb els seus parents. Fou allí on va començar a interessar-se pel cristianisme evangèlic: a causa d'aquesta influència, especialment la de la seva tia Hannah, germana del ric mercader cristià i filantrop John Thornton que ajudava el predicador metodista George Whitefield).
Fou aleshores quan la seva mare i el seu avi, fervorosos anglicans, alarmats per aquestes influències no-conformistes i la tendència cap a l'evangelisme que anava prenent, van portar altre cop el noi a Hull als dotze anys el 1771. El fet de separar-se dels seus oncles el va commoure profundament. A més a més, la família es va oposar que retornés a l'escola primària precisament perquè el mestre s'havia convertit al metodisme, i per aquest motiu Wilberforce va haver de continuar els estudis a la veïna escola de Pocklington des del 1771 fins al 1776. Inicialment es va resistir a l'animada vida social de Hull, influït pels escrúpols del metodisme, però quan el seu fervor religiós va decréixer, s'acostumà a anar al teatre, i jugar a pilota i a cartes.
L'octubre de 1776 a l'edat disset anys, Wilberforce entrà al Saint John's College, de la Universitat de Cambridge. Les morts successivament del seu avi i del seu oncle el 1776 i 1777 respectivament el van dotar d'una certa independència econòmica, la qual cosa li va fer sentir una petita obligació d'aplicar-se més seriosament als estudis. És cert que en aquells anys va participar de la típica vida d'estudiant, i que va perseverar en un estil de vida més aviat alegre jugant a cartes, apostant i bevent amb els amics fins ben entrada la nit, però ja llavors considerava desagradables alguns excessos dels seus companys estudiants. Essent com era una persona enginyosa, generosa i un excel·lent conversador, Wilberforce va esdevenir una figura popular. Va fer molts amics, inclòs el ja llavors bon estudiant i futur Primer Ministre del Regne Unit William Pitt el Jove. Malgrat el seu estil de vida i la manca d'interès pels estudis, va aconseguir passar els exàmens, i se li atorgà un Bachelor of Arts el 1781 i un Master of Arts el 1788.

## La carrera parlamentària de jove
Wilberforce ja va començar a considerar una possible carrera al Parlament quan era a la universitat, i de fet durant l'hivern de 1779-80 ell i Pitt freqüentaven la galeria de la Cambra dels Comuns des d'on observaven els debats. Pitt, que ja havia començat la seva carrera política, va encoratjar Wilberforce a unir-se-li per obtenir l'escó. El setembre de 1780, a l'edat de vint-i-un anys i mentre encara estudiava, Wilberforce fou elegit diputat pel districte de Kingston upon Hull, i gastà més de £8,000, com era el costum en aquell temps, per assegurar-se de rebre els vots necessaris. Lliure de qualsevol pressió financera, Wilberforce va decidir seure a la cambra com a polític independent sense estar afiliat a cap partit. Criticat de vegades per inconsistent, va donar suport tant al govern Tory com al govern Whig segons li dictava la consciència: treballant estretament amb el partit que fos al poder i votant cada decisió segons els seus mèrits. Assistia a les sessions del parlament regularment, però també mantenia una activa vida social essent un habitual als clubs privats de jocs d'atzar de l'època, com ara Goostree's o Boodle's, al districte de Pall Mall. L'escriptora i dona de món Madame de Staël el va descriure com "l'home més enginyós d'Anglaterra", i segons la duquessa de Devonshire Georgiana Cavendish, el mateix príncep de Gal·les (el futur rei Jordi IV) va dir que ell aniria on fos per tal de sentir cantar William Wilberforce. Sembla que la seva veu tenia un poderós efecte als discursos polítics del parlament. El diarista i autor James Boswell va presenciar la seva eloqüència a la Cambra dels Comuns i va escriure: "He vist el que semblava una simple gambeta sobre la taula; però a mesura que l'escoltava, ell creixia, i creixia, fins que la gamba havia esdevingut ja una balena." Durant els freqüents canvis de govern entre el 1781 i el 1784 Wilberforce va donar suport el seu amic Pitt als debats parlamentaris i a la tardor del 1783 els dos anaren de vacances a fer un viatge de sis setmanes per França, juntament amb el també diputat Edward J. Eliot (qui en un futur esdevindria el cunyat de Pitt). Després d'un inici accidentat a Reims, on la policia els va prendre per espies anglesos, van visitar París, on van trobar-se amb Benjamin Franklin, el general Lafayette; amb la reina Maria Antonieta i Lluís XVI, i visitaren la cort francesa al palau de Fontainebleau.
William Pitt el Jove va esdevenir primer ministre del Regne Unit el desembre de 1793, amb Wilberforce com a suport clau del seu govern en minoria. Tot i la seva estreta amistat, res no fa indicar que Pitt li oferís un ministeri en aquest o en altres governs seus. Això era degut, segurament, al desig de Wilberforce de mantenir-se sempre com a diputat independent. A banda d'això, però, els seus freqüents retards i la seva desorganització personal, així com els crònics problemes de visió que a temporades li impossibilitaven la lectura, devien convèncer Pitt que el seu amic no estava fet per a la tasca ministerial. Quan es va dissoldre el Parlament la primavera del 1784, Wilberforce va decidir tornar-se a presentar com candidat del comtat de Yorkshire a les eleccions d'aquell mateix any: El 6 d'abril retornava a la Cambra dels Comuns havent estat reelegit diputat a l'edat de vint-i-quatre anys.

## La conversió
L'octubre del 1784 Wilberforce s'embarcà cap a un viatge de plaer a través d'Europa que li canviaria la vida i, en definitiva, la seva futura carrera política. Al viatge hi anava amb la seva mare i la seva germana, i en companyia també d'Isaac Milner, el brillant germà del seu antic mestre i a més a més antic company a Cambridge, del Queen's College. Van visitar la Costa Blava gaudint dels usuals passatemps de sopars, cartes i apostes. El febrer de 1785 feu un parèntesi per tornar a Londres i donar el seu suport a les propostes parlamentàries de reforma que impulsava William Pitt. Va reunir-se altre cop amb els viatjants a Gènova, Itàlia, des d'on van continuar el seu viatge cap a Suïssa. Milner havia acompanyat Wilberforce a Anglaterra i durant el viatge van llegir The Rise and Progress of Religion in the Soul (trad. L'auge i el progrés de la religió en l'ànima), del líder no conformista Philip Doddridge

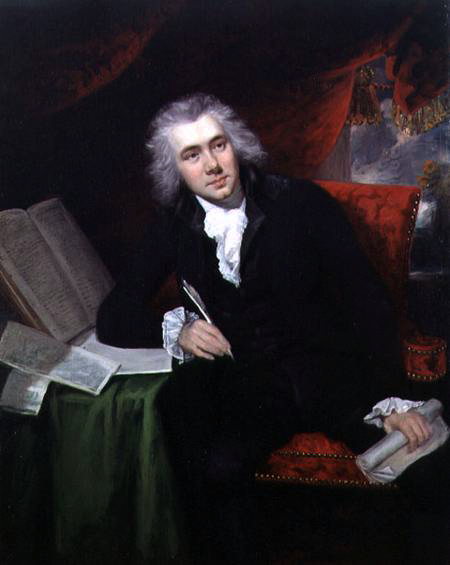
William Wilberforce el 1790 a l'edat de 29 anys, pintat per John Rising

En general és acceptat que el viratge espiritual de Wilberforce va començar llavors. Va començar a llevar-se d'hora per llegir la Bíblia, pregar i mantenir un diari privat. Es va sotmetre a una conversió al cristianisme evangèlic rebutjant la seva vida anterior i prometent dedicar una vida de servei a Déu. Tot i que la conversió li va fer mudar alguns costums externs, no va canviar la seva manera de ser alegre, interessat pels altres i respectuós, i procurant sempre amb bon tacte de convèncer i convertir els altres a la seva nova fe. Interiorment, però, es va sotmetre a ell mateix a una lluita constant de constant autocrítica, jutjant durament la seva espiritualitat, o l'ús del temps, o la vanitat, o l'autocontrol o les relacions amb els altres.
En aquella època l'entusiasme religiós era generalment considerat com una transgressió social i a l'alta societat estava estigmatitzat. Els evangelistes de les classes més altres, com ara el baró i diputat per Shropshire Richard Hill o la comtessa de Huntingdon Selina Hastings, estaven exposats al menyspreu i el ridícul públic Per aquest motiu Wilberforce es va arribar a preguntar si s'havia de mantenir en la vida pública després de la seva conversió. Va buscar el consell de John Newton, capellà evangelista anglicà i rector de l'església de Santa Maria de Woolnoth, a la "city" de Londres. Tant Newton com el seu amic Pitt li van aconsellar que es mantingués en la política i finalment ho va fer "amb renovada diligència i consciència". A partir de llavors els seus posicionaments polítics prengueren un marcat accent religiós, presos en el desig de promoure el cristianisme i l'ètica cristiana en privat i en públic. Sovint la seva ideologia era profundament conservadora, oposada als canvis radicals del que ell creia un ordre social i polític establert per Déu, i acostumava a centrar-se en temes com ara l'observança del Sàbat i l'erradicació de la immoralitat mitjançant una bona educació i la reforma del sistema. El resultat d'aquesta política tant personal va ser que sovint les veus progressistes no confiaren en ell, i molts tories en recelaven, ja que veien els evangelistes com a gent radical obstinada en l'enderrocament de l'Església i l'estat.
El 1786 Wilberforce va llogar una casa a l'Old Palace Yard, Westminster, per poder estar més a prop del Parlament. Va començar a usar la seva posició al Parlament per advocar per una reforma del sistema electoral introduint una Proposta de Llei del Registre (Registration Bill) i proposant altres canvis dels procediments d'elecció dels parlamentaris, tot i que limitats. També va tirar endavant un projecte de llei per prorrogar la mesura que permetia les disseccions de criminals (violadors, piròmans i lladres). A més a més el projecte volia reduir les sentències de les dones empresonades per traïció, un crim que en aquells temps incloïa l'assassinat dels marits. La Cambra dels Comuns va aprovar els dos projectes, però ambdós foren posteriorment derrotats a la Cambra dels Lords.

## L'abolició del comerç d'esclaus

### La decisió inicial
En general els britànics van començar a involucrar-se en la tracta d'esclaus al segle xvi. Cap al 1783 la ruta triangular consistia a vendre béns manufacturats del Regne Unit a l'Àfrica, allí els vaixells britànics compraven esclaus que eren transportats a les Índies Occidentals, i aleshores carregaven els productes de les plantacions esclavistes com ara el sucre, el tabac i el cotó per dur-los al punt de partida. Aquest comerç representava ben bé el 80% dels ingressos estrangers de la Gran Bretanya. Els vaixells anglesos dominaven el negoci i abastien indistintament tant les seves colònies com també les franceses, les espanyoles, les holandeses i les portugueses, i en els anys de més auge arribaven a transportar quaranta mil homes, dones i criatures esclavitzades a través de l'oceà Atlàntic en les terribles condicions d'allò que s'anomenava el "middle passage" (trad. el passatge o el viatge del mig, en referència al trajecte entre l'Àfrica i Amèrica). Dels 11 milions de persones que s'estima que es van transportar, en van morir 1,4 durant el viatge.
En general es considera que la campanya britànica per abolir el comerç d'esclaus havia començat ja als anys 1780 amb la fundació dels comitès antiesclavistes dels quàquers, els quals van presentar la primera petició sobre el comerç negrer al Parlament el 1783. Aquell mateix any Wilberforce sopava amb un vell amic seu de la universitat de Cabridge, Gerard Edwards, qui li va presentar el reverend James Ramsay, un antic metge de vaixells que va fer-se capellà a l'illa de Sant Cristòfol (actualment Saint Kitts, a les Illes de Sotavent) i supervisor mèdic de les plantacions locals. Ramsay estava horroritzat per les duríssimes condicions que patien els esclaus, tant al mar com a terra. El 1781, al cap de quinze anys de viure'n fora, havia retornat a Anglaterra per anar a viure a Teston, al comtat de Kent, on hi havia conegut el grup que posteriorment seria conegut com "els Testonites": del qual formaven part Charles Middleton, primer baró de Barham, la seva esposa, Thomas Clarkson, Hannah More i d'altres. Aquest grup estava dedicat a promoure el progrés moral tant al Regne Unit com a les colònies d'ultramar, i es va escandalitzar en conèixer les informacions de Ramsay sobre el depravat estil de vida dels propietaris d'esclaus, el tracte cruel que els dispensaven, i la manca d'instrucció cristiana dels esclaus. Gràcies a la seva ajuda iencoratjament Ramsay va poder destinar tres anys de la seva vida a escriure An essay on the treatment and conversion of African slaves in the British sugar colonies (trad. Assaig sobre el tracte i la conversió dels esclaus africans a les colònies sucreres britàniques), una dura crítica a l'esclavisme de les Índies Occidentals. El llibre fou publicat el 1784 i va tenir un gran impacte social captant l'atenció ciutadana general, excitant al seu torn les ires dels plantadors que van dedicar els anys següents a atacar tant a Ramsay com les seves idees exposades en altres tractats pro-esclaus.

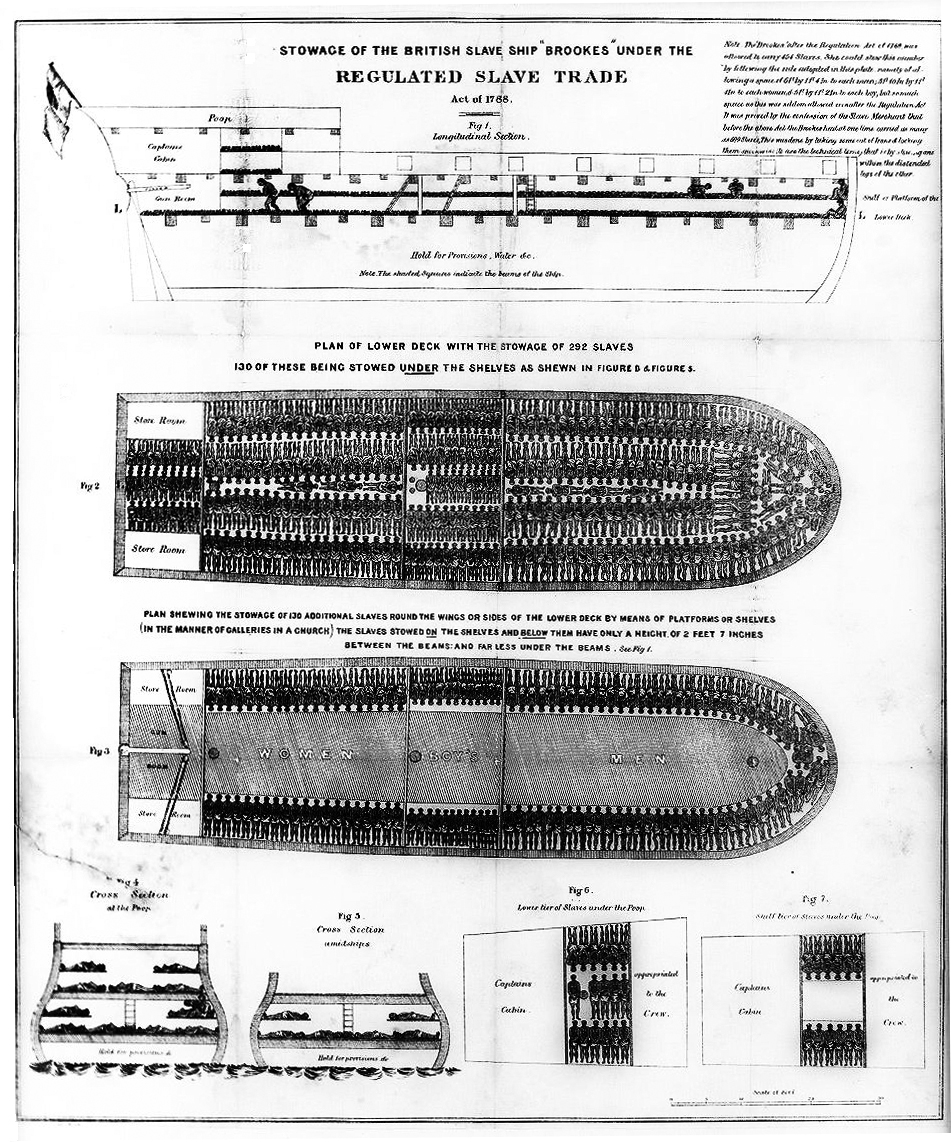
Diagrama d'un vaixell d'esclaus, el Brookes, que il·lustra les inhumanes condicions d'aquestes embarcacions.

Aparentment en aquella trobada Wilberforce no es va sumar al grup de Ramsay. No obstant això tres anys després, i inspirat per la seva nova fe, li anava creixent l'interès per una reforma humanitària. El novembre de 1786 va rebre una carta de Charles Middleton que li va fer renéixer l'interès pel problema del comerç esclavista. Urgit per la seva esposa, Middleton va suggerir a Wilberforce que portés l'abolició del comerç d'esclaus al Parlament. I William li va respondre que "sentia la gran importància que tenia aquell tema, i se sabia poca cosa en aquella lluita desigual que li demanaven, però que de moment no declinava fer-ho". Des de llavors va començar a llegir àmpliament sobre el tema, i es va trobar amb els Testonites a la casa dels Middleton a Barham Court, a Teston, ja a l'hivern del 1786-1787.
A principis del 1787 Thomas Clarkson, company graduat també al Saint John's de Cambridge, i que s'havia convençut de la necessitat d'acabar amb la tracta d'esclaus escrivint un premiat assaig sobre la matèria mentre era a la universitat, va anar a l'Old Palace Yard amb una còpia publicada del text per exhortar Wilberforce. Aquesta era la primera vegada que els dos homes es trobaven, i a partir de llavors la seva estreta col·laboració duraria els propers cinquanta anys. Clarkson va començar a visitar Wilberforce un cop per setmana per portar-li proves de primera mà obtingudes per ell mateix referent al comerç esclavista. Els quàquers, que ja estaven treballant per l'abolició, també s'adonaren de la importància d'exercir pressió dins del Parlament mateix, i van urgir Clarkson a assegurar-se un compromís ferm de Wilberforce per portar la causa de l'abolició a la Cambra dels Comuns.
Es va maquinar que el terratinent Bennet Langton (de Lincolnshire) amic tant de Wilberforce com de Clarkson, organitzaria un gran banquet per tal de demanar formalment al diputat que liderés la campanya parlamentària. El sopar va tenir lloc el 13 de març de 1787, i entre altres convidats hi havia Charles Middleton, el pintor Joshua Reynolds, el diputat William Windham, l'advocat James Boswell i l'industrial del carbó i diputat Isaac Hawkins Browne. Al final de la vetllada Wilberforce havia acceptat en termes generals que portaria al Parlament l'abolició del comerç d'esclaus "si no trobaven una persona més apropiada".
Aquella mateixa primavera, el 12 de maig de 1787, l'encara dubitatiu Wilberforce va tenir una conversa amb l'aleshores ja primer ministre William Pitt i el futur primer ministre William Grenville asseguts sota un gran roure de la finca Holwood de Pitt a Kent, el qual va passar a conèixer-se des de llavors com el "Roure de Wilberforce". Allí Pitt va reptar el seu amic: "Wilberforce, perquè no presentes una moció sobre el tema del comerç d'esclaus? Ja t'has pres grans molèsties en recollir-ne proves i, per tant, tens tot el dret de rebre el crèdit que presentant-la segur que rebràs. No perdis el temps, o algú altre ho farà enlloc teu." No hi ha constància de quina fou la seva resposta, però anys més tard quan ja era vell Wilberforce podia "recordar clarament el monticle en el qual seia al costat de Pitt i Grenville" on ell va prendre la seva decisió.
La implicació de William Wilberforce en el moviment abolicionista fou motivada pel seu desig de posar en acció els principis cristians i servir Déu en el camp de la vida pública. Ell i altres evangelistes estaven horroritzats pel que entenien que era un comerç depravat i contrari al cristianisme, fruit de l'avarícia i la cobdícia dels propietaris i els mercaders. Wilberforce va sentir la crida de Déu. Escrivint al seu diari el 1787 deia: "Déu Totpoderós ha posat al meu davant dos grans objectius, la supressió del comerç d'esclaus i la reforma dels costums socials" (en referència als valors morals). El fet que els cristians evangelistes semblés que s'involucraven en un segon nivell en aquest moviment antiesclavista altament popular va servir precisament per garantir l'estatus d'un grup al qual se l'associava amb altres campanyes no tant populars en contra de la immoralitat i el vici.

### Les primeres accions parlamentàries
El 22 de maig de 1787 va tenir lloc la primera reunió de la Societat per fer Efectiva l'Abolició del Comerç d'Esclaus, a la qual s'hi van sumar diversos quàquers i anglicans britànics, coincidint per primera vegada en una mateixa organització. El comitè va decidir de fer la campanya en contra del comerç i no de l'esclavitud mateixa, molts dels membres creien que l'esclavitud acabaria desapareixent com a conseqüència natural de l'abolició del negoci del transport. Tot i que Wilberforce hi treballava informalment, no va afiliar-se oficialment al comitè fins al 1791.

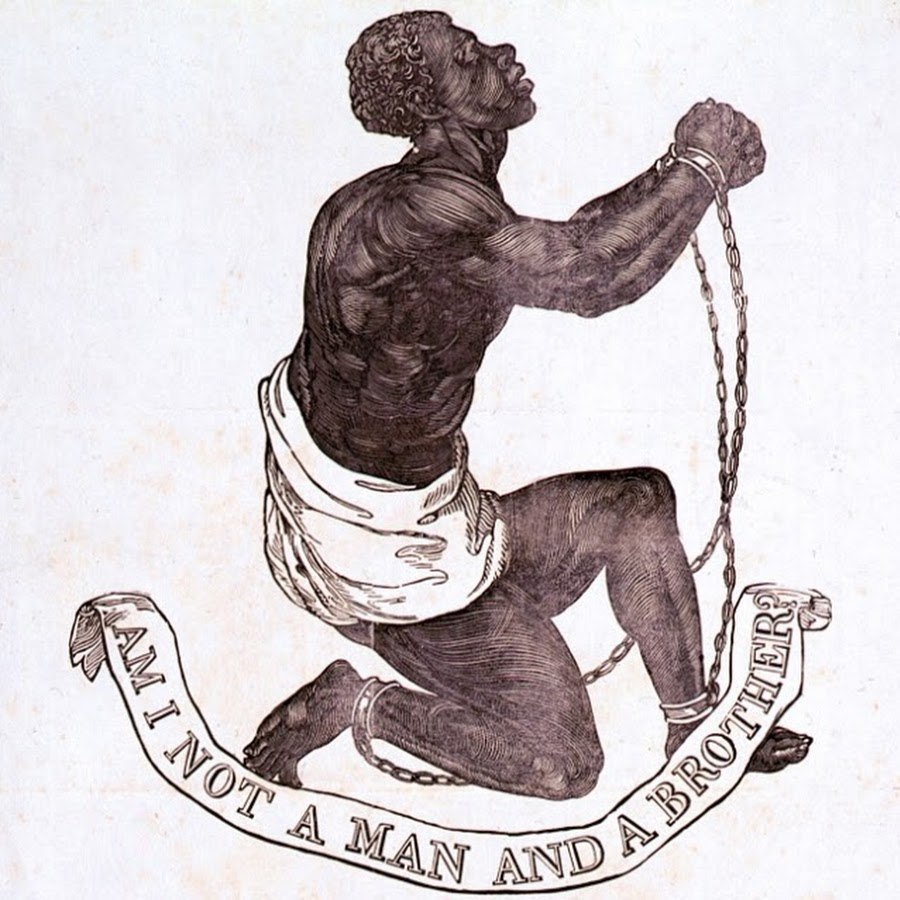
"No sóc un home i un germà?" Medalló creat com a part de la campanya antiesclavista de Josiah Wedgwood, 1787

La societat va tenir molt d'èxit captant el suport públics i la consciència del públic, i diverses seccions locals van aparèixer al llarg i ample de la Gran Bretanya. Clarkson va viatjar per tot el país buscant i recollint més testimonis de primera mà i estadístiques, mentre el comitè promovia la campanya, essent pioners en les tècniques més modernes: promovent accions coordinades com a grups de pressió, escrivint pamflets, fent mítings públics, guanyant-se l'atenció de la premsa, organitzant boicots, i fins i tot utilitzant un logo de campanya: la imatge d'un esclau agenollat amb el lema "Am I not a Man and a Brother?" (trad. No sóc un Home i un Germà?) dissenyada pel reconegut ceramista Josiah Wedgwood. El comitè també va procurar influenciar altres estats que comerciaven amb esclaus, com ara França, Espanya, Portugal, Dinamarca, Holanda i els Estats Units, posant-se en contacte amb altres activistes i organitzant la traducció de llibres i pamflets anglesos a les seves llengües. Entre aquests hi havia llibres escrits per antics esclaus com Ottobah Cugoanao o Olaudah Equiano (qui el 1789 havia publicat el llibre de gran èxit The Interesting Narrative of the Life of Olaudah Equiano). Ells i altres persones negres lliures, col·lectivament coneguts com a "Fills de l'Àfrica", parlaven i debatien en societats i escrivien enèrgiques cartes als diaris, revistes i a les figures prominents, així com cartes de suport als personatges que se sumaven a la campanya. Centenars de peticions parlamentàries que s'oposaven a la tracta d'esclaus foren rebudes des del 1788, amb centenars de milers de signatures en total. La campanya va resultar ser el primer antecedent de campanya pro drets humans del món, en la qual homes i dones de diferents classes socials i ambients es feien voluntaris per acabar amb les injustícies que sofrien d'altres.
Wilberforce havia planejat d'introduir una moció per anunciar que portaria un projecte de llei al Parlament per l'abolició del comerç d'esclaus durant el 1789. No obstant això el gener de 1788 va caure malalt segurament per l'estrès, tot i que actualment es creu que podia haver estat una colitis ulcerosa. Van passar diversos mesos abans que pogués reprendre la feina, passant un cert temps de convalescència a Bath i a Cambridge. Els regulars atacs gastrointestinals que patia van ser la causa que comencés a prendre petites quantitats d'opi, que foren molt efectives a l'hora d'alleujar-li els dolors, i que va continuar prenent la resta de la seva vida.
Durant l'absència de Wilberforce, Pitt, qui feia temps que havia donat el seu suport a l'abolició, va introduir ell mateix la moció preparatòria, i va ordenar una investigació sobre el comerç d'esclaus al Consell Privat, seguida per una revisió de la Cambra dels Comuns.
Amb la publicació de l'informe del Consell Privat l'abril del 1789, seguida d'uns mesos de planificació, Wilberforce va començar la seva campanya parlamentària. El maig de 1789 va fer el seu primer gran discurs sobre el tema de l'abolició a la Cambra dels Comuns, en el qual va argumentar que el comerç era moralment reprensible i una qüestió de justícia natural. Recolzant-se en la massa de proves recollides per Thomas Clarkson, va descriure amb detall les espantoses condicions amb què viatjaven els esclaus des de l'Àfrica a durant el "viatge del mig", i va argumentar que abolint-ne el comerç s'aconseguiria també una millora de les condicions de vida dels esclaus existents a les Índies Occidentals. Va mobilitzar fins a dotze resolucions condemnant el comerç d'esclaus, però no va fer cap referència a l'abolició de la mateixa esclavitud, en lloc d'això va utilitzar l'argument que el potencial reproductiu de l'existent població esclava feia possible l'abolició del seu comerç. Amb la marea en contra, els qui s'oposaven a l'abolició van retardar el vot proposant que la Cambra dels Comuns escoltés les seves pròpies proves, i Wilberforce, en un moviment que fou subseqüentment criticat perquè va prolongar la situació, va acceptar-ho tot i que de mala gana. Les escoltes dels testimonis no van poder acabar abans del final de la sessió parlamentària, i foren posposats per a l'any següent. Mentrestant Wilberforce i Clarkson van provar sense èxit de guanyar avantatge aprofitant l'atmosfera igualitarista sorgida arran de la Revolució Francesa per pressionar França perquè abolís la tracta d'esclaus, fet que de totes maneres es va aconseguir el 1794 com a resultat de la sagnant revolta d'esclaus a la colònia francesa de Saint-Domingue (que llavors passà a ser l'actual Haití), tot i que l'acció de Napoleó el 1802 la va mantenir encara un temps més sota el domini de la metròpoli.
El gener de 1790 Wilberforce va aconseguir accelerar les escoltes de testimonis aprovant la creació d'un petit comitè selecte de diputats per analitzar més ràpidament la vasta quantitat de proves que s'havien acumulat. La llar de Wilberforce a l'Old Palace Yard va esdevenir el centre d'operacions de la campanya abolicionista, i el lloc de reunió on es decidia l'estratègia del grup. Allí es dirigiren també molts altres defensors d'altres causes, tant és així que el seu rebedor era ple de gom a gom des de primera hora del matí, com si fos "l'Arca de Noè, plena d'animals nets i no tant nets", com digué la mateixa Hannah More.
| «                                                                                   | No permeteu que ens desesperem; és una causa beneïda, i l'èxit coronarà els nostres afanys més aviat del que creiem. Ja hem guanyat una victòria; hem aconseguit per a aquestes pobres criatures el reconeixement de la seva naturalesa humana, la qual durant un temps fou la més vergonyosament negada. Aquest és el primer dels fruits dels nostres esforços; permeteu que perseverem i el nostre triomf serà complet. Mai, mai desistirem fins que hàgim foragitat aquest escàndol del bon nom dels cristians, fins que ens hàgim alliberat nosaltres mateixos del pes de la culpa, sota la qual ara mateix actuem, i fins que hàgim extingit tota traça d'aquest tràfic fastigós i sagnant, la desgraciada, deshonrosa i llarga existència del qual difícilment serà creguda per la futura prosperitat del nostre país, quan miri enrere vers la història d'aquests temps il·lustrats. | » |
| — William Wilberforce.(Discurs davant la Cambra dels Comuns, el 18 d'abril de 1791, | |   |

Interromput per les eleccions generals britàniques del juny de 1790, el comitè va acabar finalment les escoltes de testimonis, i a l'abril de 1791 amb un argumentat discurs de quatre hores Wilberforce va presentar la primera proposta de llei per prohibir el comerç d'esclaus. No obstant això, després de dues vesprades de debat, la proposta fou fàcilment derrotada per 163 vots a 88, el clima polític havia ocil·lat cap a posicions conservadores a causa de la Revolució Francesa, i com a reacció a l'increment del radicalisme i a les revoltes d'esclaus a les Antilles Franceses. Tal era la situació d'histèria social en aquells dies que fins i tot Wilberforce mateix fou acusat per alguns de ser un agitador jacobí.
Aquest fou l'inici d'una prolongada campanya parlamentària, durant la qual el compromís de Wilberforce no va decréixer mai, malgrat la frustració l'hostilitat. En la seva tasca fou ajudat pels membres de l'autoanomenada Secta Clapham, entre els quals hi havia el seu cosí i millor amic Henry Thornton. Sostenint les religioses conviccions del cristianisme evangèlic, i per aquest motiu anomenats "els Sants", el grup vivia en una llarga filera de cases aparellades de Clapham, llavors una vila al sud de Londres. Wilberforce va acceptar la invitació per compartir una casa amb Thornton el 1792, però va tornar a casa seva després del casament de Henry el 1796. Els "Sants" eren una comunitat informal caracteritzada per una considerable intimitat així com per un fort compromís en la pràctica del cristianisme i l'oposició a l'esclavitud. Van desenvolupar una relaxada atmosfera familiar i vagaven lliurement per les cases i jardins dels altres, tot discutint els diversos temes religiosos, socials i polítics que els unien.
Els defensors de l'esclavitud van esgrimir que en realitat els africans esclavitzats eren éssers humans inferiors que es beneficiaven de l'esclavitud. Wilberforce, la Secta Clapham i d'altres es va afanyar a demostrar que els africans, i particularment els ex-esclaus alliberats, tenien capacitats humanes i econòmiques tot i la seva situació esclava, i que eren capaços de sostenir una societat ben ordenada, amb comerç i cultius. Inspirats en part per les utòpiques visions de Granville Sharp Wilberforce i els seus companys es van implicar en l'establiment d'una colònia lliure a Sierra Leone el 1792 amb habitants negres provinents del Regne Unit, Nova Escòcia i Jamaica, així com africans natius i alguns blancs. Van formar la Companyia de Sierra Leone, que Wilberforce va subscriure generosament amb diners i temps. El somni era una societat ideal en la qual les races es mesclarien en peu d'igualtat, però la realitat va ser plena de tensió, caigudes de la producció agrícola, malalties, morts, guerra i defeccions cap al tràfic d'esclaus. Tot i ser en principi una empresa comercial provada, el govern britànic es va fer càrrec de la colònia el 1808. Tot i a vegades representar algun problema, la colònia va esdevenir un símbol de l'antiesclavitud en el qual els residents, les comunitats i alguns caps tribals africans van treballar junts per prevenir l'esclavitud a la mateixa font d'on es proveïa, amb l'ajuda d'un bloqueig naval britànic per tal de frenar el tràfic d'esclaus d'aquella regió.
L'abril de 1792 Wilberforce va tornar a portar un projecte de llei abolicionista. El memorable debat que va seguir-la va comptar amb els més grans oradors de la Cambra, William Pitt i Charles James Fox, així com el mateix Wilberforce. Henry Dundas, com a ministre de l'interior, va proposar una solució de compromís que va anomenar "d'abolició gradual" durant un període d'anys. La proposta fou aprovada per 230 vots a 85, però aquell compromís fou poca cosa més que una jugada amb la intenció de retardar indefinidament l'abolició total del comerç d'esclaus.

### La guerra amb França
El 26 de febrer de 1793 va tenir lloc una altra votació per abolir el comerç d'esclaus però fou derrotada per tan sols 8 vots. L'esclat de la primera guerra contra la nova república francesa aquell mateix mes va impedir que es prengués la qüestió amb més consideració, els polítics es van concentrar en la crisi nacional i l'amenaça d'invasió. Uns mesos després, i encara altre cop el 1794, Wilberforce va tornar a portar sengles projectes de llei per prohibir que els vaixells britànics subministressin esclaus a les colònies estrangeres. També va expressar la seva preocupació a Pitt sobre la guerra i va urgir que el seu govern fes esforços més grans per acabar amb les hostilitats. Cada cop més alarmat, el 31 de desembre de 1794 Wilberforce va promoure que el govern cerqués una resolució amistosa amb França, una postura que va provocar la ruptura temporal de la seva llarga amistat amb Pitt.
L'opinió pública va continuar associant l'abolició amb la revolució francesa i amb els grups radicals britànics, fet que va resultar en una certa declinació dels seus suports. El 1795 la Societat per fer Efectiva l'Abolició del Comerç d'Esclaus va deixar de trobar-se, i Clarkson es va retirar emmalaltit al districte de Lake. De totes maneres, i malgrat l'interès decrescut per l'abolició, Wilberforce va continuar presentant la proposta de llei abolicionista al llarg dels anys 1790.
Wilberforce havia mostrat algun petit interès en les dones, però no va ser fins a haver entrat ja a la trentena que el seu amic Thomas Babington va recomanar-li per promesa la jove Barbara Ann Spooner, que amb prou feines arribava a la vintena. Wilberforce la va conèixer dos dies després, el 15 d'abril de 1797, i va enamorar-se'n tot seguit; després de vuit dies de romanç se li va declarar. Malgrat els consells dels amics perquè anessin més lentament, la parella es va casar a Bath, Somerset, el 30 de maig de 1797. S'estimaven amb devoció l'un a l'altre i Barbara fou molt atenta i de gran ajut per Wilberforce en la depauperació de la seva salut, tot i que va mostrar sempre un interès petit per les seves activitats polítiques. Van tenir sis criatures en menys de deu anys: William (n. 1798), Barbara (n. 1799), Elizabeth (n. 1801), Robert (n. 1802), Samuel (n. 1805) i Henry (n. 1807). Wilberforce es va revelar com un bon pare indulgent i adorable, a casa i quan jugava amb la canalla.
Els primers anys del segle xix altre cop es va veure un interès creixent en la qüestió abolicionista. El 1804 Clarkson va reprendre la seva tasca a la Societat per fer Efectiva l'Abolició del Comerç d'Esclaus tornant a fer mítings de nou, reforçada aquesta vegada amb prominents nous membres com ara Zachary Macaulay, Henry Brougham i James Stephen.
 El juny de 1804 la proposta de llei de Wilberforce per abolir el tràfic d'esclaus va passar exitosament per totes les etapes de la Cambra dels Comuns. Però per variar, fou en un punt massa tard de la sessió parlamentària per poder completar-ne l'aprovació a la Cambra dels Lords. En el moment de presentar-la de nou durant la sessió del 1805 fou derrotada, i fins i tot Pitt, qui sempre hi havia simpatitzat, va negar-li aquest cop el seu suport. En aquesta ocasió i durant la campanya, el confiat Wilberforce va retenir la proposta, ja que era de naturalesa crèdula i mantenia sempre una posició de deferència vers aquells qui havien de governar. Ell trobava difícil de creure que els homes de vàlua no fessin el que ell creia que era correcte, i sempre fou reticent a enfrontar-se amb ells si ells no ho havien fet abans.

### Etapa final de la campanya
Després del traspàs de Pitt el gener de 1806 Wilberforce va començar a col·laborar més amb el partit Whig, sobretot els abolicionistes. Va donar suport en general a totes les iniciatives del govern de concentració nacional liderat per William Grenville, el qual incloïa més abolicionistes que mai al gabinet britànic, entre els quals Charles Fox. Ell i Wilberforce van liderar de nou la campanya a la Cambra dels Comuns, mentre que el mateix primer ministre advocava per la causa a la Cambra dels Lords.

La Cambra dels Comuns el dia de Wilberforce, pintura d'Augustus Pugin i Thomas Rowlandson (1808–11)

Es va partir d'un canvi radical d'estratègia, que incloïa la introducció d'un projecte de llei per prohibir als ciutadans britànics ajudar o participar en el comerç d'esclaus de les colònies franceses, suggerida per l'advocat marítim James Stephen. Fou un hàbil moviment, ja que la majoria dels vaixells britànics en aquell moment navegaven sota banderes americanes i subministraven esclaus a les colònies estrangeres amb les quals el Regne Unit estava en guerra. El projecte fou presentat i aprovat pel govern mateix, i Wilberforce i els altres abolicionistes van mantenir en silenci expressament, d'aquesta manera no van atreure l'atenció als efectes del projecte de llei. Aquest nou enfocament va resultar tot un èxit, i el nou Projecte de Llei sobre el Comerç Estranger d'Esclaus va passar ràpidament pel Parlament, i va rebre l'Assentiment Reial el 23 de maig de 1806. Wilberforce i Clarkson havien recollit un enorme volum de proves en contra del tràfic d'esclaus al llarg de les dues dècades precedents, i Wilberforce va estar-se els últims temps de l'any 1806 escrivint la Carta sobre l'Abolició del Tràfic d'Esclaus, que era una exhaustiva reafirmació sobre el cas abolicionista. La mort de Fox el setembre de 1806 va ser un cop per la causa, i fou seguida ràpidament per les eleccions generals aquella mateixa tardor. L'esclavitud va esdevenir un dels temes de la campanya electoral, i quan va acabar a la Cambra dels Comuns hi havia més abolicionistes que abans, entre els quals hi havia antics militars que havien testimoniat personalment els horrors de l'esclavisme i les revoltes d'esclaus. Wilberforce va ser reelegit diputat per Yorkshire, i després va tornar a casa seva per acabar la Carta, en realitat un llibre de quatre-centes pàgines que va ser la base de l'etapa final de la campanya.
Lord Grenville, el primer ministre, va determinar d'introduir una proposta de llei per l'abolició a la Cambra dels Lords en comptes de la Cambra dels Comuns, fent-la passar primer per l'obstacle més important. Quan va passar l'última votació, la proposta de llei havia estat aprovada a la cambra alta per un bon marge de vots. Sentint que havien fet un gran avanç llargament desitjat, Charles Grey va demanar una segona lectura als Comuns el 23 de febrer de 1807, com a tribut dedicat a William Wilberforce, amb la cara regada per les llàgrimes: La proposta de llei fou aprovada finalment per 283 vots a favor i tan sols 16 en contra. Els militants més excitats van suggerir d'aprofitar l'avantatge de la llarga majoria assolida per tal d'aconseguir l'abolició del mateix esclavisme, però Wilberforce va deixar clar que la total emancipació no era l'objectiu immediat: "En aquell moment ells no tenien cap altre objectiu immediat per sobre, sinó era el d'aturar directament el transport d'homes en vaixells britànics per ser venuts com a esclaus" La Slave Trade Act (trad. Llei del Comerç d'Esclaus) va rebre finalment l'Aprovació Reial el 25 de març de 1807.

## Altres qüestions

### Les reformes polítiques i socials
Wilberforce era profundament conservador a l'hora d'afrontar els reptes a l'ordre polític i social existent. Ell afirmava que els canvis socials passaven pel cristianisme i la millora de la moral, l'educació i la religió, i temia i s'oposava a les causes radicals així com a la revolució. L'escriptor radical William Cobbet era dels qui l'atacava per considerar-lo un hipòcrita perquè feia campanya per millorar les condicions de treball dels esclaus mentre que els treballadors britànics vivien en unes condicions terribles a casa." Mai ha fet ni una sola acció, a favor dels treballadors d'aquest país", va escriure. Els crítics retreien a Wilberforce el seu suport a la suspensió de lhabeas corpus el 1795 i els seus vots pels "Projectes de Llei Vomitius" de William Pitt que prohibien els mítings de més de 50 persones, que permetien l'arrest dels seus oradors i que establien severes penes per aquells qui atacaven la constitució. Wilberforce es va oposar a concedir els drets dels treballadors perquè s'organitzessin en sindicats, de fet el 1799 advocava per la dita Llei Combinada, que suprimia l'activitat de les trade union (trad. sindicats) a tot el Regne Unit, i va anomenar els sindicats "una epidèmia general de la nostra societat". També es va oposar a una consulta pública referent a la massacre de Peterloo del 1819, en què havien mort onze participants d'una manifestació política que demanava reformes. Preocupat pels "mals homes que volien portar l'anarquia i la confusió", va aprovar les Sis Lleis del govern, un paquet legislatiu que limitava encara més les reunions públiques i els escrits sediciosos. Les accions de Wilberforce van fer que l'assagista William Hazlitt el condemnés com un "dels que prediquen un cristianisme viu pels salvatges incultes, i tolera en canvi els pitjors abusos en els estats civilitzats."

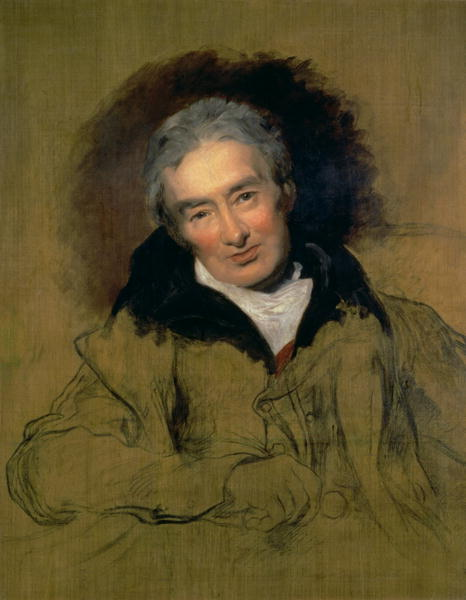
Retrat inacabat de William Wilberforce, de Thomas Lawrence, 1828

La visió de Wilberforce sobre les dones i la religió també era reaccionària: Desaprovava l'activisme de les dones antiesclavistes, com ara Elisabeth Heyrick la qual organitzava grups abolicionistes de dones cap als 1820: "Que les dones es trobin, publiquin, que vagin casa per casa promovent peticions - tot això em semblen procediments indecorosos pel caràcter femení tal com el dissenyen les Escriptures." Inicialment Wilberforce es va oposar frontalment als projectes de llei per l'emancipació catòlica els quals haurien permès que els catòlics poguessin ser diputats, ser funcionaris o servir a l'exèrcit, tot i que el 1813 va canviar el seu punt de vista i va parlar a favor d'un projecte de llei similar.
De manera més progressista, Wilberforce va advocar perquè la legislació millorés les condicions de treball pels escura-xemeneies i els treballadors de la indústria tèxtil, es va implicar en la reforma de les presons, i va donar suport a les campanyes que volien restringir l'ús de la pena capital, i els severs càstigs imposats per transgredir les britàniques Lleis de la Caça (Game Laws). Ell reconeixia la importància de l'educació per alleujar la pobresa, i quan Hannah More i la seva germana van fundar una escola dominical pels pobres a Somerset i els Mendips ell va ajudar-les financerament i amb el seu suport moral quan van haver de fer front a l'oposició dels terratinents i el clergat anglicà. Des de finals dels 1780 en endavant Wilberforce va fer campanya per fer limitades reformes des del Parlament, com ara l'abolició de les circumscripcions podrides i la redistribució dels escons dels Comuns per fer créixer viles i ciutats, tot i que el 1832 va tenir por que aquestes mesures haguessin anat massa lluny. Juntament amb altres persones Wilberforce va fundar la primera organització mundial per la protecció dels animals, la Societat per la Prevenció de la Crueltat als Animals (que més tard esdevingué la Reial Societat per la Prevenció de la Crueltat als Animals). També es va oposar a la pràctica del duel, que va descriure com la "desgràcia de la societat cristiana", i es va horroritzar quan el seu amic Pitt va enfrontar-se en un duel el 1798, i particularment pel fet que va tenir lloc en diumenge, el dia de descans dels cristians.
Wilberforce va ser generós amb el seu temps i els seus diners perquè creia que aquells que tenien riqueses tenien el deure de donar una part important de les seves rendes als necessitats. Anualment donava milers de lliures esterlines, la majoria per sacerdots que les distribuïen entre els seus parroquians. Fins i tot va pagar els deutes dels altres, va donar suport a l'educació i a les missions cristianes, i un any d'escassetat d'aliments va donar a la caritat més del que ell rebia anualment en ingressos. Era excepcionalment hospitalari, i no permetia abandonar cap dels seus servents. El resultat era que casa seva estava plena de vells i incompetents servents que mantenia per caritat. Tot i que sovint havia de contestar la correspondència amb mesos de retard, Wilberforce responia a les nombroses peticions de consell per obtenir càtedres, ascensos militars o les pensions eclesiàstiques, i peticions d'ajuda per aconseguir indults per les penes de mort.

### Un cristià calvinístic
Partidari de l'ala més evangèlica de l'Església Anglicana, Wilberforce creia que la revitalització de l'Església i de l'observança cristiana dels individus portaria una societat més harmoniosa i moral. Ell pretenia elevar l'estatus de la religió en la vida pública i privada de les persones, posant de moda la pietat cristiana tant en les classes altes com mitges de la societat. Amb aquest objectiu l'abril de 1787 va publicar l'obra A Practical View of the Prevailing Religious System of Professed Christians in the Higher and Middle Classes of This Country Contrasted With Real Christianity (trad. Una visió pràctica dels sistemes religiosos prevalents dels cristians declarats en les classes alta i mitja d'aquest país contrastada amb el Cristianisme real), en la qual estava treballant des del 1793. Era una exposició de la doctrina i els ensenyaments del Nou Testament i una crida per revitalitzar el cristianisme, com a resposta al declivi moral de la nació, il·lustrant el seu propi testimoni personal i la perspectiva que l'inspirava. El llibre sembla que fou un èxit de vendes i es va demostrar molt influent, pels estàndards de l'època; 7.500 còpies foren venudes en sis mesos, i fou traduït en nombrosos idiomes.
Wilberforce va fomentar i donar suport a l'activitat missionera al Regne Unit i més enllà. Fou membre fundador de la Societat Missió de l'Església i estava implicat també en altres nombroses organitzacions evangèliques i caritatives, juntament amb altres membres de la Secta Clapham. Horroritzat per la manca d'evangelisme cristià a l'Índia, Wilberforce va aprofitar la renovació el 1793 dels estatuts de la Companyia Britànica de les Índies Orientals per proposar l'addició d'algunes clàusules requerint a la companyia que subministrés mestres i capellans i que es comprometés amb "la millora religiosa" dels indis. Però la proposta no va tenir èxit a causa de les pressions dels dirigents de la Companyia, els quals temien que els seus interessos comercials poguessin ser danyats. Ho va tornar a intentar altre cop el 1813, quan els estatuts s'havien de renovar altre cop. A través de peticions, mítings, pressions i cartes va fer una campanya que va aconseguir amb èxit els canvis que es proposava per la carta. Advocant en favor de la Llei dels Estatuts de 1813 Wilberforce va criticar els britànics de l'Índia per la seva hipocresia i els seus prejudicis racials, mentre condemnava també alguns aspectes de l'hinduisme inclòs el sistema de castes, l'infanticidi, la poligàmia i la pràctica del satí (per la qual es cremaven les vídues juntament amb el cos dels seus marits traspassats). "La nostra religió és sublim, purament benèfica", va dir, "la seva és miserable, llicenciosa i cruel".

### La reforma moral
Molt preocupat pel que ell percebia com la degeneració de la societat britànica, Wilberforce també fou actiu pel que fa a diversos temes de reforma moral pressionant contra "el torrent de profanacions que cada dia avançaven més ràpidament", i considerava aquesta qüestió i l'abolició del tràfic d'esclaus com a objectius igual d'importants. Suggerit per Wilberforce i pel bisbe de Londres Beilby Porteus, el rei Jordi III fou requerit per l'arquebisbe de Canterbury a emetre el 1787 la "Proclamació per desencoratjar el Vici", com un remei per la creixent tendència a la immoralitat. La proclamació ordenava la persecució d'aquells culpables de "beure massa, blasfemar, proferir juraments en va o malediccions, ser lascius, no observar el Sàbat, i d'altres pràctiques dissolutes, immorals i impròpies de l'ordre." Rebut llargament amb indiferència per part del públic, Wilberforce va mirar d'incrementar el seu impacte mobilitzant personalitats famoses per la causa, i fundant la Societat per la Supressió del Vici. Aquesta, i d'altres societats que Wilberforce va promoure (com ara la Societat de la Proclamació), van reunir el suport per poder perseguir aquells qui havien estat acusats de violar les lleis més rellevants, inclosos els propietaris dels bordells, els distribuïdors de pornografia, i els acusats de no respectar el Sàbat. Anys més tard l'escriptor i capellà Sydney Smith va criticar-lo per haver estat més interessat en els pecats dels pobres que no pas dels dels rics, i va mofar-se'n suggerint-li que la Societat s'hauria d'haver anomenat "de la supressió dels vicis de les persones que tenien uns ingressos inferiors a 500 lliures l'any". Les diverses societats en què va treballar no van tenir un èxit gaire alt en termes de militància i suport, tot i que les seves activitats van aconseguir l'empresonament de Thomas Williams, l'impressor a Londres del llibre "L'Edat de la Raó", de Thomas Paine. Els intents de Wilberforce per legislar en contra de l'adulteri i contra els diaris del diumenge foren també en va; no obstant això a llarg termini la seva implicació i lideratge va tenir més èxit amb aquells enfocaments menys punitius. Vers el final de la seva vida la moral britànica, les maneres i el sentit de la responsabilitat social eren més valorats, preparant el camí pels futurs canvis de les actituds i les convencions socials que portaria l'era Victoriana.

### L'emancipació dels africans esclavitzats
Tot i les esperances dels abolicionistes, l'esclavisme no va decaure amb la fi del comerç d'esclaus a l'Imperi Britànic, ni tampoc van millorar les condicions de vida dels ja esclavitzats. Alguns països va seguir l'exemple i també van abolir el comerç, però en general aquest va continuar existint i fins i tot alguns vaixells britànics ignoraren la nova legislació. La Royal Navy va patrullar l'oceà Atlàntic tot interceptant diversos vaixells d'altres països. Wilberforce va treballar amb els membres de la Institució Africana per assegurar el compliment de l'abolició i per promoure negociacions abolicionistes amb altres països. Sobretot amb els Estats Units, els quals havien abolit el comerç d'esclaus el 1808, però que Wilberforce pressionava perquè fes complir la seva pròpia prohibició amb més nervi.
El mateix any Wilberforce va traslladar la seva família de Clapham a una gran mansió i un bon jardí al carrer londinenc de Kensington Gore, més a prop de les Cambres del Parlament. Mai havia estat gaire fort, i a sobre el 1812 la seva salut va flaquejar encara més: per aquest motiu Wilberforce va dimitir del seu escó per Yorkshire per tal d'esdevenir el segon diputat de la circumscripció podrida de Bramber, un seient amb menys obligacions electorals, i que li va permetre tenir més temps per la seva família i les causes que li interessaven. Des del 1816 Wilberforce va introduir una sèrie de projectes de llei per tal d'obligar els propietaris a registrar els seus esclaus, tot detallant-ne aspectes com ara el país d'origen, fet que permetria la detecció de les importacions il·legals d'esclaus estrangers. Més tard, en aquell mateix any, va començar a denunciar públicament ja no només el comerç d'esclaus sinó l'esclavitud mateixa, tot i que no demanava la seva emancipació immediata, ja que "Ells sempre havien pensat que els esclaus no eren capaços de viure en llibertat en aquell moment, però tenien l'esperança que gradualment tindria lloc el canvi que necessari com a resultat natural de l'abolició."
El 1820, després d'un període de mala salut, i amb la vista fallant-li cada cop més, Wilberforce va prendre la decisió de limitar encara més les seves activitats públiques, encara que es va veure embolicat en els intents infructuosos de mediació entre el rei Jordi IV i la seva alienada muller Carolina de Brunswick, qui havia exigit poder complir les seves prerrogatives com a reina. Malgrat això, Wilberforce encara tenia l'esperança "de posar els fonaments per a les futures mesures que havien de conduir a l'emancipació dels pobres esclaus", la qual ell creia que s'havia d'assolir a través de fases graduals. Conscient que la causa necessitaria gent més jove per poder seguir la feina que ell havia iniciat, el 1821 va demanar al seu seguidor i diputat Thomas Fowell Buxton de prendre el lideratge de la campanya a la Cambra dels Comuns. A mesura que avançava la dècada del 1820 Wilberforce va anar esdevenint cada cop més un símbol del moviment abolicionista, tot i que continuava apareixent als mítings antiesclavistes, rebent visitants i mantenint una prolífica correspondència sobre la matèria.
L'any 1823 va poder veure la fundació de la Societat per la Mitigació i Abolició Gradual de l'Esclavitud (que més tard esdevingué la Societat Antiesclavista), i la publicació del seu petit llibret de 56 pàgines Apel·lació a la religió, la justícia i la humanitat dels habitants de l'Imperi Britànic en nom dels esclaus negres de les Índies Occidentals. En aquest tractat Wilberforce argumentava enèrgicament que la moral i l'ètica urgien a l'emancipació total, i que l'esclavitud era un crim perpetrat per la nació sencera que calia abolir a través de la legislació del Parlament per abolir-la de manera gradual. Els diputats no van córrer a sumar-se a la idea, i el govern s'hi va oposar el març del 1823 bloquejant la demanda d'abolició de l'esclavitud que havia fet Wilberforce. Immediatament el 15 de maig Buxton va promoure una altra resolució per l'emancipació gradual. Els debats subseqüents seguiren els dies 16 de març i 11 de juny de 1824 en els quals Wilberforce va fer els seus últims discursos als Comuns, i on va veure de nou com els abolicionistes eren hàbilment superats per les maniobres del govern.

## Els últims anys

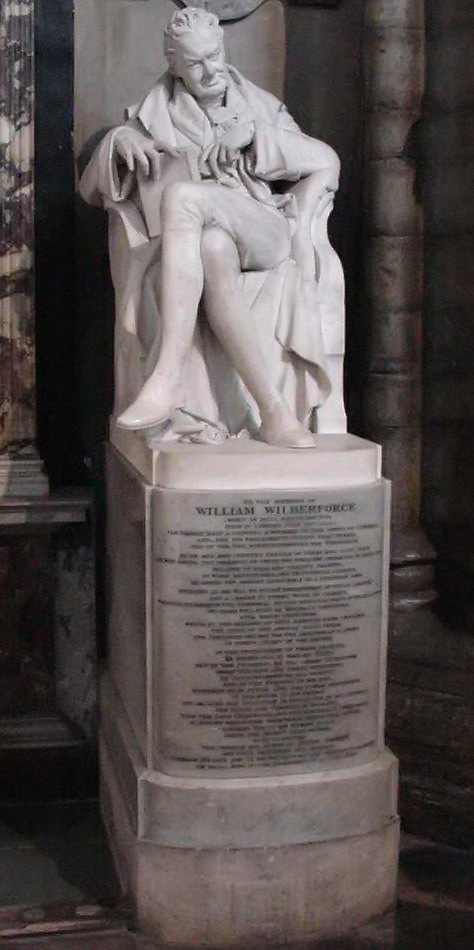
Wilberforce va ser enterrat a l'Abadia de Westminster al costat de Pitt. Aquesta estàtua fou erigida el 1840 al passadís nord del cor.

La salut de Wilberforce va continuar decaient, i va patir encara més malalties el 1824 i el 1825. Amb la família preocupada per si la seva vida corria perill, va declinar l'ennobliment i va dimitir del seu escó al Parlament, deixant la campanya en altres mans. Thomas Clarkson va continuar viatjant, visitant els grups antiesclavistes de la Gran Bretanya per tal de motivar-ne els activistes, i actuant també com a ambaixador de la causa antiesclavista en altres països, mentre Buxton insistia amb la reforma des del Parlament.
Els mítings públics i les peticions demanant l'emancipació dels esclaus van continuar, amb un nombre creixent d'aquelles partidàries de l'abolició immediata més que no pas la gradual, que era la que preferia Wilberforce, Clarkson i els seus col·legues.
El 1826 Wilberforce va traslladar-se a viure a Highwood Hill, deixant la mansió de Kensington Gore, que era un immoble més modest a les contrades de Mill Hill, al nord de Londres, on aviat hi anaren també el seu fill William i la seva família. William havia intentat nombrosos camins educatius i carreres, incloent un projecte agrícola el 1830 que va deixar nombroses pèrdues pagades completament pel seu pare, tot i rebre altres oferiments d'ajuda. Aquest fet va deixar Wilberforce amb una petita renda i el va obligar a deixar casa seva i a visitar la resta de la seva vida família i amics. Va continuar donant suport a la causa antiesclavista, fins i tot anat i presidint els mítings de la Societat.
Wilberforce va alegrar-se de la victòria electoral el 1830 dels Whigs més progressistes, ja que era conscient de les conseqüències que això tindria pel Projecte de Llei de la Reforma que proposava la redistribució dels escons al Parlament en favor dels nous districtes i ciutats així com l'ampliació del sufragi. El 1832 es va aprovar la Llei de la Reforma i aquest fet va portar més abolicionistes al Parlament com a resultat de la intensa i creixent agitació pública en contra de l'esclavisme. A més a més, la revolta d'esclaus d'aquell mateix any a Jamaica, coneguda com la Guerra Baptista, va convèncer els ministres del govern que l'abolició era essencial per tal d'evitar la rebel·lió. El 1833 la salut de Wilberforce va empitjorar encara més i va patir un sever atac de grip del qual ja mai més es va recuperar plenament. Va fer l'últim discurs contra l'esclavitud l'abril de 1833 en un míting públic a Maidstone, Kent. Durant el mes següent el govern Whig va presentar el projecte de llei d'Abolició de l'Esclavitud, introduint una salutació formal a l'antic diputat William Wilberforce durant el procés. El 26 de juliol de 1833 li van explicar les concessions que el govern havia fet per tal de garantir l'aprovació del projecte. L'endemà encara es va debilitar més, fins que va morir a primera hora del matí del 29 de juliol de 1833, a la casa del seu cosí a la plaça Cadogan de Londres.
Finalment un mes després la Cambra dels Lords va aprovar la Slavery Abolition Act (trad. Llei d'Abolició de l'Esclavitud) de 1833, la qual abolia l'esclavisme a la major part de l'Imperi Britànic a partir de l'agost del 1834. També van votar una compensació als propietaris de les plantacions de 20 milions de lliures per donar la plena emancipació a les criatures de menys de sis anys, i instituint un sistema d'aprenentatge anomenat indetured servant, que requeria altra gent esclavitzada per treballar pels seus antics amos durant quatre o sis anys a les Índies Britàniques Occidentals, Sud Àfrica, les illes Maurici, la Honduras britànica i el Canadà. Prop de 800.000 esclaus africans foren alliberats, la immensa majoria al Carib.

### Funeral
Wilberforce havia demanat de ser enterrat amb la seva germana i la seva filla al districte londinenc de Stoke Newington, al nord de la capital. De totes maneres els membres líders de les dues Cambres del Parlament van instar que fos honorat amb un enterrament a l'Abadia de Westminster. La família va accedir i el 3 d'agost de 1833 William Wilberforce va ser sepultat al transsepte nord de l'església, al costat del seu amic William Pitt el Jove. Al funeral hi van assistir molts membres del Parlament així com per la concurrència pública. Entre els portadors del fèretre hi hagué el duc de Gloucester i príncep William Frederick, el Lord Canceller i baró de Brougham i Vaux Henry Brougham, i el president de la Cambra dels Comuns i vescomte de Canterbury Charles Manners-Sutton.
Mentre duraren els tributs i la sepultura ambdues Cambres del Parlament van suspendre les seves activitats com a mesura de respecte.

## El llegat de William Wilberforce

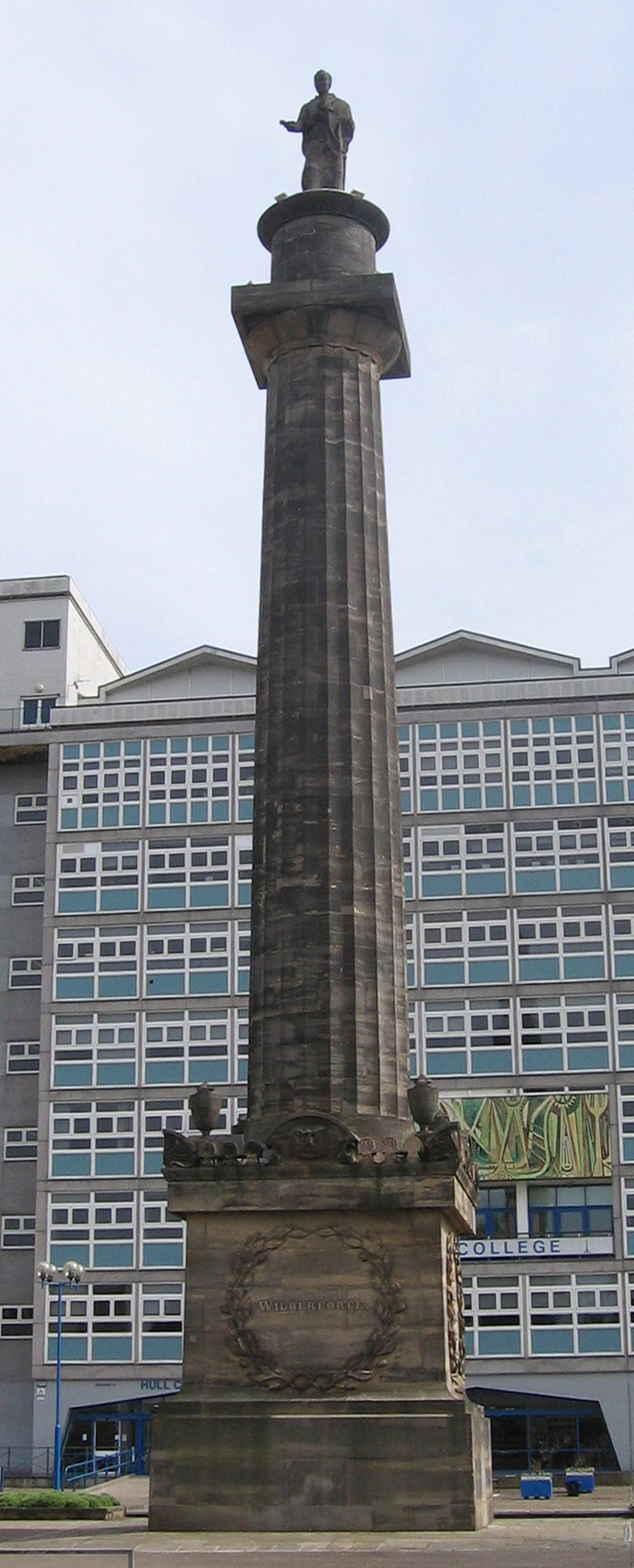
Monument a Wilberforce al pati del col·legi de Hull, a Kingston upon Hull

Cinc anys després de la seva mort, els seus fills Robert i Samuel van publicar una biografia del seu pare en cinc volums, i més endavant el 1840 una col·lecció de les seves cartes. La biografia va ser controvertida pel fet que els autors van d'emfasitzar el paper de Wilberforce en el moviment abolicionista i no valorava prou la important tasca de Thomas Clarkson. Indignat, Clarkson va retirar-se per escriure un llibre refutant aquella versió dels esdeveniments, i els fills van arribar a mig disculpar-se en privat i a eliminar els fragments ofensibles en una revisió posterior de la biografia. Malgrat tot, durant més d'un segle va predominar la versió del rol principal de Wilberforce als llibres d'història. Més tard els historiadors han pogut notar la càlida i productiva relació que hi havia entre Clarkson i Wilberforce, i la van batejar com una de les parelles més grans de la història: sense els dos rols, el de líder parlamentari representat per Wilberforce, i el d'investigació i mobilització pública organitzat per Clarkson, l'abolició no hauria estat possible.
Tal com havien desitjat i planificat els seus fills, Wilberforce ha estat vist durant molt de temps com un heroi cristià, un sant-estadista presentat com un model de persona que va posar en acció la seva fe.
 Més àmpliament, també ha estat descrit com un reformista humanitarista que va contribuir significativament a la remodelació de les actituds polítiques i socials i alhora va promoure els conceptes de la responsabilitat social l'acció. Els anys 1940 el rol en la tasca abolicionista de Wilberforce i la Secta Clapham fou mensvalorat per l'historiador Eric Williams, qui va argumentar que l'abolició fou motivada no per l'humanitarisme sinó per l'interès econòmic, ja que la indústria del sucre a les índies occidentals estava en declivi. La perspectiva de William va influir fortament els historiadors durant la major part de la resta del segle xx. De totes maneres, més recentment els historiadors han fet notar que la indústria sucrera encara produïa nombrosos beneficis a l'època de l'abolició, i això ha ha afavorit el renovat interès per Wilberforce i els evangelistes, així com el reconeixement al moviment antiesclavista com a prototip de les campanyes humanitàries que vingueren més tard.

## La memòria de Wilberforce
La vida i obra de Wilberforce ha estat commemorada tant al Regne Unit com a fora. A l'Abadia de Westminster fou erigida el 1840 una estàtua de Wilberforce assegut de Samuel Joseph, amb un epitafi que lloa el seu caràcter cristià i la seva llarga tasca per abolir el comerç d'esclaus i després l'esclavitud en si mateixa.
A la seva vila natal de Hull el 1834 es va inaugurar un monument a Wilberforce pagat per subscripció popular, una columna dòrica de 31 metres (102 peus) coronada per una estàtua seva. Està situat actualment al pati del col·legi de Hull, a prop dels Jardins de la Reina. La casa on va néixer Wilberforce va ser adquirida per la corporació municipal el 1903 i, després d'una renovació, la Casa de Wilberforce a Hull fou oberta al públic com a primer museu sobre l'esclavitud de la Gran Bretanya. També en el seu honor el 1833 es va obrir una Escola per a Cecs Memorial Wilberforce a York.
Diverses Esglésies dins de la Comunió Anglicana commemoren Wilberforce en els seus calendaris litúrgics, i el 1856 es va fundar a l'estat d'Ohio (EUA) la Universitat Wilberforce. La primera en propietat dels afroamericans, i la tercera de les Historically Black Colleges and Universities.
Amazing Grace, una pel·lícula sobre Wilberforce i la lluita contra el comerç d'esclaus, dirigida per Michael Apted i amb l'actor Ioan Gruffudd en el paper de William Wilberforce, fou estrenada l'any 2007 per tal de fer-la coincidir amb el 200è aniversari de la prohibició per part del Parlament del comerç d'esclaus fet per súbdits britànics.